# Brestanjevke
Brestanjevke (bršljanovke; lat. Araliaceae), biljna porodica iz reda Apiales (Celerolike) koja svoje ime nosi po rodu aralija ili brestanj (Aralia) kojemu pripada zasada 74 priznate vrste trajnica, polugrmova, grmova i drveća. Porodici brestanjevki pripadaju dvije potporodice sa 1714 vrsta
Ostali značajni predstavnici su Hedera (bršljan), Panax (panaks), Pseudopanax (Pseudopanaks), Tetrapanax (Tetrapanaks), Eleutherococcus (eleterokokus), Fatsia (fatsija), Kalopanax (Kalopanaks), Neopanax (Nejopanaks), Oplopanax (Oplopanaks). 
U porodici brestanjevki znatan je broj ugroženih vrsta, a najviše u rodu Schefflera (šeflera), čak 22, dok je Schefflera actinophylla njezina jedina invazivna vrsta. Ovo drvo raste u tropskim predjelima Australije, Nove Gvineje i Jave, a poznato je pod eng. nazivom Queensland umbrella tree i octopus tree.
Aralija ili brestanj često se uzgaja kao sobna i parkovna ukrasna biljka.

## Potporodice i rodovi
1. Subfamilia Hydrocotyloideae Burmeist.
  1. Trachymene Rudge (67 spp.)
  2. Hydrocotyle L. (183 spp.)
2. Subfamilia Aralioideae Eaton
  1. Tribus Cussonieae Seem.
    1. Cussonia Thunb. (20 spp.)

  2. Tribus Aralieae Rchb.
    1. Harmsiopanax Warb. (3 spp.)
    2. Cephalaralia Harms (1 sp.)
    3. Aralia L. (76 spp.)
    4. Motherwellia F. Muell. (1 sp.)

  3. Tribus Panaceae Hook. fil.
    1. Fatsia Decne. & Planch. (3 spp.)
    2. Plerandra A. Gray (34 spp.)
    3. Neocussonia Hutch. (16 spp.)
    4. Astropanax Seem. (14 spp.)
    5. Crepinella Marchal (32 spp.)
    6. Frodinia Lowry & G. M. Plunkett (2 spp.)
    7. Didymopanax Decne. & Planch. (37 spp.)
    8. Sciodaphyllum P. Browne (147 spp.)
    9. Schefflera J. R. Forst. & G. Forst. (17 spp.)
    10. Schefflera s. lat. (12 spp.)
    11. Heptapleurum Gaertn. (318 spp.)
    12. Oplopanax (Torr. & A. Gray) Miq. (3 spp.)
    13. Seemannaralia R. Vig. (1 sp.)
    14. Tetrapanax (K. Koch) K. Koch & Fintelm. (1 sp.)
    15. Merrilliopanax H. L. Li (3 spp.)
    16. Gamblea C. B. Clarke (4 spp.)
    17. Woodburnia Prain (1 sp.)
    18. Trevesia Vis. (10 spp.)
    19. Dendropanax Decne. & Planch. (95 spp.)
    20. Kalopanax Miq. (1 sp.)
    21. Osmoxylon Miq. (62 spp.)
    22. Sinopanax H. L. Li (1 sp.)
    23. Meryta J. R. Forst. & G. Forst. (34 spp.)
    24. Polyscias J. R. Forst. & G. Forst. (184 spp.)
    25. Anakasia Philipson (1 sp.)
    26. Raukaua Seem. (6 spp.)
    27. Pseudopanax K. Koch (12 spp.)
    28. Astrotricha DC. (20 spp.)
    29. Panax L. (12 spp.)
    30. Nanopanax A. Haines (1 sp.)
    31. Cheirodendron Nutt. ex Seem. (6 spp.)
    32. Chengiopanax C. B. Shang & J. Y. Huang (2 spp.)
    33. Eleutherococcus Maxim. (35 spp.)

  4. Tribus Hedereae Dumort.
    1. Hedera L. (15 spp.)
    2. Cephalopanax G. M. Plunkett, Lowry & D. A. Neill (2 spp.)
    3. Oreopanax Decne. & Planch. (146 spp.)
    4. Brassaiopsis Decne. & Planch. (44 spp.)
    5. Macropanax Miq. (17 spp.)
    6. Metapanax J. Wen & Frodin (2 spp.)
    7. Heteropanax Seem. (10 spp.)

## Vanjske poveznice
|  | Zajednički poslužitelj ima još gradiva o temi Araliaceae |
|  | Wikivrste imaju podatke o taksonu Araliaceae             |